# تسه. و. تسرام
تسه. و. تسرام (آلمانی: C. W. Ceram؛ ۲۰ ژانویهٔ ۱۹۱۵ – ۱۲ آوریل ۱۹۷۲) یک خبرنگار اهل آلمان بود.